# NS4A

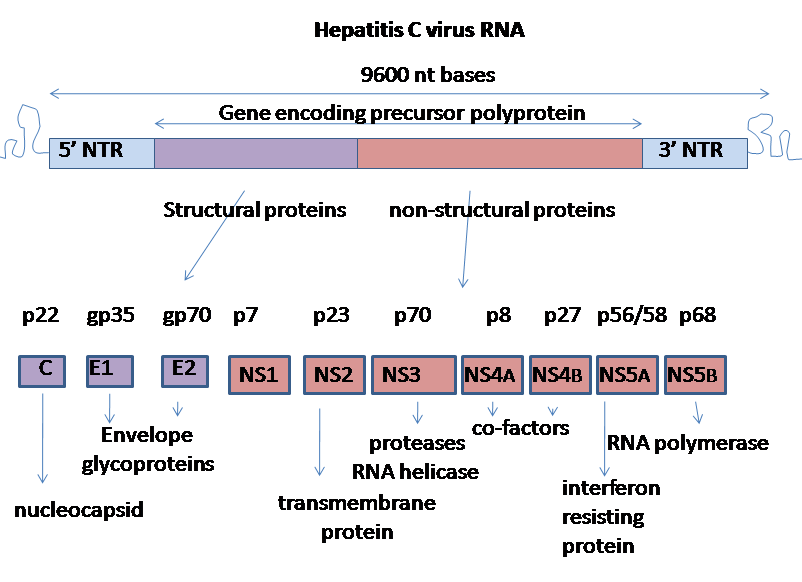
Геном ВГС

Неструктурный белок 4А (NS4A) — белок вируса гепатита C.
Он действует как кофактор для фермента NS3. Имеет размер в 54 аминокислоты.
NS4A является необходимым для работы сериновой протеазы белка NS3 гепатита C. Также в экспериментах была показана способность NS4A улучшать связывание РНК-Хеликазы NS3hel с молекулами РНК в присутствии АТФ.
Белки NS3 и NS4A являются целью для ряда ингибиторов. Ингибиторы первого поколения для гепатита C генотипа 1 (HCV GT-1): boceprevir и telaprevir. Ингибиторы второго поколения: асунапревир, паритапревир, simeprevir, vaniprevir, grazoprevir.